# Agencia de Inteligencia de la Defensa
La Agencia de Inteligencia de Defensa (del inglés: Defense Intelligence Agency, o por sus siglas, 
DIA) es un servicio de inteligencia y una agencia de apoyo en combate del Departamento de Defensa de Estados Unidos especializada en inteligencia militar y de defensa.
Como componente integrante  del Departamento de Defensa y de la Comunidad de Inteligencia de Estados Unidos, la agencia suministra información a los formuladores de políticas civiles y de defensa de ámbito nacional respecto a cuáles podrían ser las intenciones y las capacidades militares de gobiernos extranjeros y de actores no estatales. La DIA también brinda asistencia en inteligencia, integración y coordinación entre los componentes de inteligencia de los servicios militares uniformados, que permanecen separados estructuralmente de la DIA. La función de la agencia abarca la recopilación y el análisis de inteligencia militar extranjera relacionada con política, economía, industria, geografía, medicina y salud. La DIA produce aproximadamente una cuarta parte de todo el contenido de inteligencia que se halla recopilado en el Boletín presentado al Presidente.
Las operaciones de inteligencia de la DIA se extienden más allá de las zonas de combate, y aproximadamente la mitad de sus empleados sirven en el extranjero en cientos de lugares y en embajadas de Estados Unidos establecidas en 140 países. La agencia está especializada  en la recopilación y análisis de inteligencia procedente de fuentes humanas (HUMINT), tanto abierta como clandestina, al mismo tiempo que formaliza relaciones militares y diplomáticas en el exterior. La DIA también tiene asignada la labor de operar como gerente nacional para la altamente técnica inteligencia de reconocimiento y signatura (MASINT) y para los programas de contrainteligencia del  Departamento de Defensa. La agencia no tiene autoridad para hacer cumplir la ley, al contrario de lo que se ha hecho creer en las representaciones ocasionales de la cultura popular norteamericana.
La DIA es una organización de inteligencia a nivel nacional que no pertenece a un solo elemento militar o a la cadena de mando tradicional, sino que responde directamente ante el Secretario de Defensa mediante la intermediación del   Subsecretario de Defensa para Inteligencia. Tres cuartas partes de los 17.000 empleados de la agencia son civiles de carrera expertos en diversos campos de defensa e intereses o aplicaciones militares. Aunque no se requiere experiencia militar, el 48% de los empleados de la agencia han prestado algún servicio militar. La DIA tiene la tradición de indicar las defunciones no clasificadas de sus empleados en el Muro Conmemorativo de la sede de la organización.
Creada en 1961 por el Secretario de Defensa Robert McNamara, bajo la Presidencia de John F. Kennedy, la DIA estuvo a la vanguardia en los esfuerzos de inteligencia de Estados Unidos durante la Guerra Fría y se expandió rápidamente, tanto en tamaño como en alcance, tras los atentados del 11 de septiembre de 2001. Debido a la sensible naturaleza de su trabajo, la organización ha estado implicada en numerosas polémicas, incluyendo aquellas que están relacionadas con la obtención de información de inteligencia, su papel en las técnicas de interrogatorio, y en los intentos de ampliar sus actividades en territorio norteamericano.

## Información general
El Director de la Agencia de Inteligencia de Defensa es un oficial de inteligencia que, previa designación del Presidente y posterior confirmación del Senado, ejerce como oficial de inteligencia militar de más alto rango de la nación. Él o ella es el principal asesor de inteligencia del Secretario de Defensa y también responde ante el director de Inteligencia Nacional. El Director es también el Comandante del Comando Conjunto de Componentes Funcionales de Inteligencia, Vigilancia y Reconocimiento, un comando subordinado del Comando Estratégico de Estados Unidos, con sede en Omaha (Nebraska). Además, preside la Junta de Inteligencia Militar, que coordina las actividades de toda la comunidad de inteligencia de defensa.

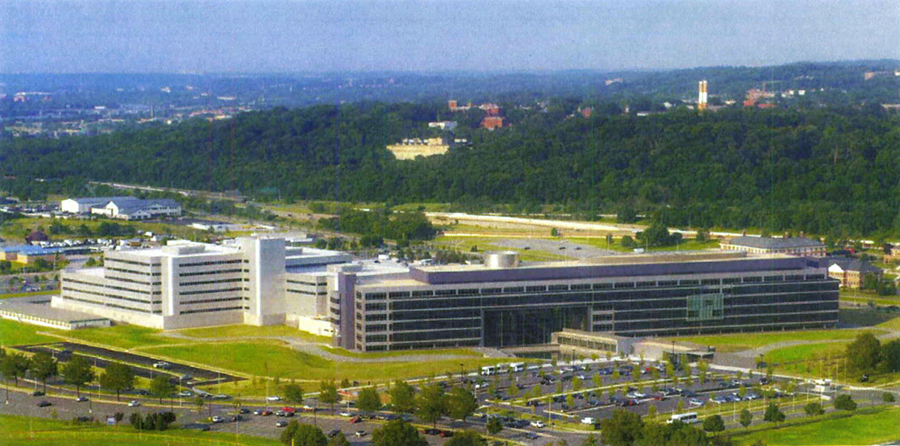
Vista de pájaro de la sede de la DIA desde el Potomac en Washington D. C.

La DIA tiene sus oficinas centrales en Washington D. C., en la Base Conjunta Anacostia-Bolling, con importantes actividades operativas en el Pentágono y en cada Comando Combatiente Unificado, así como en más de cien embajadas de Estados Unidos repartidas por todo el mundo, donde está desplegada junto con otros socios gubernamentales (como por ejemplo, la CIA) y también opera las Oficinas de Agregados de Defensa. Además, la agencia tiene personal asignado en el Edificio del Coronel James N. Rowe en la Estación de Rivanna, en Charlottesville (Virginia); en el Centro Nacional para la Inteligencia Médica, en Fort Detrick (Maryland); en el Centro de Inteligencia Espacial y de Misiles, en Huntsville (Alabama); en el Edificio Russell-Knox de la Base Cuántico del Cuerpo de Marines; en el Centro Nacional para Evaluaciones de la Credibilidad, en Fort Jackson (Carolina del Sur); y en el Centro de Apoyo para Inteligencia de Defensa en Reston (Virginia). La DIA también completó recientemente la renovación del Campus de la Comunidad de Inteligencia de Bethesda en Maryland, que sirve como nueva sede para la Universidad Nacional de Inteligencia, así como para una instalación de la DIA y para la Oficina del Director de Inteligencia Nacional.
Menos conocida que su equivalente civil o su contraparte criptológica, la DIA y su personal han sido retratados a veces en obras de la cultura popular norteamericana. Al igual que con otras organizaciones de inteligencia exterior de Estados Unidos, el papel de la agencia se ha confundido ocasionalmente con el de las fuerzas del orden federales. La organización matriz de la DIA, el Departamento de Defensa, ocupa un lugar mucho más preeminente en la ficción y en los medios de comunicación debido a la mayor concienciación del público sobre su existencia y a la asociación general de las organizaciones militares con lo bélico, en lugar de a las actividades de espionaje.

## Comparación con otros miembros de la comunidad de inteligencia

### CIA
La DIA y la Agencia Central de Inteligencia (CIA) son organizaciones distintas con funciones diferentes. La DIA se enfoca en temas militares y de defensa a nivel nacional, mientras que CIA se centra en necesidades de inteligencia más amplias y generales que competen al Presidente y al Gabinete. Además, debido a la designación de la DIA como agencia de apoyo en combate, tiene responsabilidades especiales en el cumplimiento de recopilar inteligencia específica para el Secretario de Defensa, el Estado Mayor Conjunto y los Comandantes Combatientes, tanto en tiempos de paz como en estado de guerra. Aunque hay conceptos erróneos en los medios de comunicación y en la opinión pública acerca de la rivalidad DIA-CIA, las dos agencias tienen una relación y una división de trabajo mutuamente beneficiosas. Según un ex alto funcionario norteamericano que trabajó con ambas agencias, "a la CIA no le interesa estar buscando misiles tierra-aire en Libia", ya que también tiene la misión de evaluar a la oposición siria. Los Oficiales de Operaciones de la DIA y la CIA pasan por el mismo tipo de entrenamiento clandestino en una instalación de defensa interinstitucional bajo la administración de la CIA, más conocida en la cultura popular por el apodo que la CIA le da: "La Granja".

### La DIA y los servicios militares
La DIA no es un colectivo de todas las unidades de inteligencia militar de Estados Unidos y el trabajo que realiza no reemplaza al que corresponde a los componentes de inteligencia pertenecientes a cada uno de los servicios individuales de las Fuerzas Armadas. A diferencia del GRU ruso, que abarca a los equivalentes de casi todas las operaciones conjuntas de inteligencia militar de Estados Unidos., la DIA ayuda en la coordinación de actividades de las unidades de inteligencia a nivel de servicio individual (es decir, el 25 AF, el INSCOM, etc.), aunque siguen siendo entidades separadas. Como regla general, la DIA ejecuta aquellas labores de inteligencia estratégica a nivel nacional y a largo plazo, mientras que los componentes de inteligencia a nivel de servicio gestionan objetivos tácticos a corto plazo pertinentes a sus servicios respectivos. La DIA, sin embargo, está a la vanguardia en los esfuerzos de coordinación con las unidades de inteligencia militar y con los servicios nacionales de inteligencia del Departamento de Defensa (como la NSA, la NGA y la NRO) en su papel como diligente de la Junta de Inteligencia Militar y a través del Comando Conjunto de Componentes Funcionales de Inteligencia, Vigilancia y Reconocimiento ubicado en el mismo lugar.

## Organización
La DIA está organizada en cuatro directorados y cinco centros regionales.
Directorado para Operaciones:
- Servicio Clandestino de Defensa: realiza actividades clandestinas de espionaje en todo el mundo y es el agente ejecutivo de las operaciones de inteligencia humana en todo el Departamento de Defensa. Con personal civil y militar, el Servicio Clandestino de Defensa es una consolidación del antiguo Servicio de Inteligencia Humana de Defensa y trabaja en conjunto con el Directorado de Operaciones de la Agencia Central de Inteligencia, entre otras entidades nacionales HUMINT. Despliega globalmente equipos de oficiales de casos, expertos en interrogatorios, analistas de campo, lingüistas, especialistas técnicos y fuerzas de operaciones especiales.[18]
- El Sistema de Agregados de Defensa: representa a Estados Unidos en las relaciones diplomáticas militares y de defensa con gobiernos extranjeros en todo el mundo. También gestiona y lleva a cabo actividades encubiertas de recopilación de inteligencia humana. Los Agregados de Defensa ejercen sus funciones desde las Oficinas de Agregados de Defensa ubicadas en más de cien embajadas de Estados Unidos en países extranjeros, representan al Secretario de Defensa en relaciones diplomáticas con gobiernos y ejércitos extranjeros, y coordinan actividades militares con países aliados.
- Oficina Encubierta de Defensa: es un componente de la DIA responsable de ejecutar programas encubiertos para los oficiales de inteligencia de la agencia, así como para todo el Departamento de Defensa.[19][20][21]
- Directorado para el Análisis: El Directorado de Análisis gestiona aquellos elementos que son dignos de análisis de todas las fuentes de la DIA. Los analistas analizan y difunden datos concluyentes de inteligencia, centrándose en cuestiones militares, estratégicas y operativas a nivel nacional que pueden surgir de procesos políticos, económicos, médicos, naturales u otros relacionados en todo el mundo. Los analistas contribuyen al Informe Diario del Presidente y a las Estimaciones de Inteligencia Nacional. Los analistas sirven a la DIA en todas las instalaciones de la agencia y la DIA tiene a los analistas más avanzados desplegados en la comunidad de inteligencia.[22]
- Directorado para Ciencia y Tecnología: El Directorado de Ciencia y Tecnología está gestionado por los activos técnicos y el personal de la DIA. Estos activos recopilan y analizan inteligencia de reconocimiento y signatura, que es una disciplina técnica de inteligencia que sirve para detectar, rastrear, identificar o describir las firmas (características distintivas) de fuentes objetivas fijas o dinámicas. Esto a menudo incluye inteligencia de radar, inteligencia acústica, inteligencia nuclear e inteligencia química y biológica. La DIA está designada como gerente nacional para la recopilación de MASINT dentro de la Comunidad de Inteligencia de Estados Unidos, coordinando toda la recopilación de MASINT entre agencias. La DIA también es el administrador nacional del Sistema de Comunicaciones de Inteligencia Mundial Conjunta, la red central de procesamiento de Información Confidencial Compartimentada/de Alto Secreto (TS/SCI) para Estados Unidos, y Stone Ghost, una red para Estados Unidos y países socios.[23]
- Directorado de Servicios de Misión: El Directorado de Servicios de Misión brinda apoyo administrativo, técnico y programático a las operaciones internas y globales de la agencia y a los esfuerzos analíticos. Entre estas pueden encontrarse el proporcionar contrainteligencia a la agencia, así como desempeñar la función de agente ejecutivo de contrainteligencia para el Departamento de Defensa.
- Centros: La DIA está divida en cuatro centros regionales y en un centro funcional que gestionan los esfuerzos de la agencia en estas áreas de responsabilidad. Estos centros son el Centro de las Américas, el Centro de Asia/Pacífico, el Centro de Europa/Eurasia, el Centro de OrienteMedio/África y el Centro de Defensa contra el Terrorismo. La DIA también gestiona centros comunitarios como el Centro Nacional para la Inteligencia Médica, el Centro de Inteligencia de Misiles y del Espacio, el Centro Nacional de Explotación Mediática y el Centro de Análisis de Instalaciones Subterráneas.

Además, la DIA es responsable de administrar el JIOCEUR y varios Centros de Inteligencia Conjunta, los cuales desempeñan sus funciones y comparten el mismo edificio con cada uno de los Comandos Combatientes Unificados. Así mismo la DIA está al mando del Directorado para Inteligencia del Estado Mayor Conjunto (J2), que asesora y apoya a la Junta de Jefes del Estado Mayor Conjunto con inteligencia militar extranjera para la política de defensa y la planificación bélica.
La DIA también administra la Universidad Nacional de Inteligencia en nombre de la Comunidad de Inteligencia. Universidad Nacional de Inteligencia y la Biblioteca John T. Hughes se encuentran en el campus de la Comunidad de Inteligencia, en Bethesda (Maryland), y tiene varios campus filiales en RAF Molesworth, en la Base Aérea de MacDill y en la Base de Quantico del Cuerpo de Marines, así como programas académicos en la Agencia Nacional de Seguridad y en la Agencia Nacional de Inteligencia Geoespacial.

### Policía de la DIA
La DIA tiene su propia fuerza policial (creada en 1963), formada por agentes federales que protegen la propiedad y a los empleados de la DIA. La Policía de la DIA ofrece servicios policiales y de seguridad, respuestas ante emergencias y seguridad física en los campus de la DIA.
La policía de la DIA tiene 170 agentes uniformados que protegen y vigilan las seis instalaciones de la DIA (en su Oficina Central, en Reston, en Charlottesville, en el Centro de Operaciones Logísticas de la DIA, en el Centro Nacional para Inteligencia Médica y en el Centro de Inteligencia de Misiles y del Espacio).
La Policía de la DIA cuenta con 26 Agentes Especiales que realizan investigaciones de seguridad.

#### Formación
Los Agentes de Policía de la DIA se forman en el Centro Federal de Formación Policial (Federal Law Enforcement Training Centers) que tiene una duración tres meses.

#### Autoridad
La Policía de la DIA opera bajo la Representación Especial de la Oficina de Marshals de Estados Unidos y con autoridad jurisdiccional y funcional dentro del Distrito de Columbia en virtud de un acuerdo de cooperación con el Departamento de Policía Metropolitana del Distrito de Columbia.

#### Rangos y organización
La policía de la DIA tiene los siguientes rangos:
- Agente
- Agente Especial (investigaciones)
- Sargento
- Capitán

La policía de la DIA dispone de una unidad K9, HAZMAT, SRT y también da soporte a las operaciones de campo de la DIA.

## Polígrafo y condiciones de contratación
Debido a la delicada naturaleza del trabajo de la DIA, todo su personal, incluidos los becarios y contratistas, están sujetos a los mismos estándares de seguridad y deben obtener una autorización de Alto Secreto con acceso a  Información Sensible Compartimentada. Las autorizaciones colaterales de alto secreto concedidas por el Departamento de Defensa no son suficientes para permitir el acceso a la Información Sensible Compartimentada de la DIA. Además, el acceso a Información Sensible Compartimentada otorgada por otras agencias de inteligencia, como la CIA o la NSA, no se transfieren a la DIA y viceversa.
Además de las rigurosas investigaciones de antecedentes, exámenes psicológicos y de drogas, así como entrevistas de seguridad, la DIA exige que sus candidatos se sometan a la prueba del polígrafo. De hecho, la DIA ejerce el control operacional del Centro Nacional para la Evaluación de la  Credibilidad, que fija criterios para las pruebas de polígrafo e instruye a los poligrafistas para asignarlos en toda la comunidad de inteligencia. En 2008 la agencia comenzó a expandir su programa de polígrafo en un intento de evaluar a 5.700 empleados actuales y potenciales cada año. Este fue un aumento considerable desde 2002 cuando, según información proporcionada al Congreso, la DIA realizó 1.345 pruebas de polígrafo. Según el documento no clasificado de la DIA citado en el informe de prensa, desde mediados del año 2000 la agencia comenzó a contratar a polígrafistas además de los ya poligrafistas permanentes que estaban dentro de la DIA, y agregó 13 estudios de polígrafo a los que ya estaba poniendo en operatividad la organización. Estos exámenes ampliados de polígrafo de la DIA continuaron a pesar de los problemas técnicos documentados, descubiertos en el sistema de polígrafo computarizado de Lafayette utilizado por la agencia; supuestamente la organización se negó a cambiar el polígrafo defectuoso de Lafayette, pero también se abstuvo de dar explicaciones.
A diferencia de los polígrafos de la CIA y de la NSA, los polígrafos de la DIA son solo de Alcance o de Ámbito de Contrainteligencia (Counterintelligence Scope (CI), en lugar de Ámbito Completo (Full Scope (FS), (también conocido como Detección de Ámbito Expandido o Expanded Scope Screening or ESS), que es aparentemente más intrusivo en lo que respecta a la vida personal. La DIA efectuó solo un puñado de pruebas de polígrafo de Ámbito Completo y estas eran solo para el personal que iba a ser destinado a la CIA. Además, la DIA realizó varias pruebas de polígrafo de Ámbito Completo a los empleados de la agencia que iban a permanecer en el extranjero durante más de 6 años, aunque esta práctica parecía estar fuera del alcance autorizativo de la DIA en aquel entonces.
Al igual que con otras agencias de inteligencia, no pasar la prueba del polígrafo de la DIA es una garantía virtual de que un candidato no es apto para trabajar en la agencia. De hecho, según un informe publicado por la Oficina del Subsecretario de Defensa para la Inteligencia, mientras que la NSA, generalmente más estricta, está dispuesta a dar a sus candidatos varias oportunidades para pasar la prueba del polígrafo, la DIA tiende a dar una o como máximo dos oportunidades para pasar la prueba, después de la cual se rescinde la oferta de empleo. El mismo informe instaba que la DIA buscara autoridad permanente para realizar Evaluaciones de Ámbito Ampliado más intrusivos debido a su supuesta utilidad en la elección de los candidatos.
Además, al igual que en otras agencias de inteligencia, los empleados deben someterse a exámenes periódicos de polígrafo a lo largo de sus carreras. Sin embargo no se toman medidas administrativas desfavorables contra ellos, basándose enteramente en sus resultados.